# ریوالدو باربوزا
ریوالدو باربوزا دسوزا (به پرتغالی: Rivaldo Barbosa de Souza) بازیکن سابق فوتبال اهل برزیل است که در پست هافبک دفاعی بازی میکرد.
وی در شهر پرنامبوکو و در تاریخ ۲۵ اوت ۱۹۸۵ به دنیا آمده‌است . ریوالدو باربوزا در تیم‌های فوتبال رد بول ، استقلال ، سانتوس، پالمیراس و فادوتس سابقهٔ حضور دارد.
وی در تابستان ۱۳۹۴ با عقد قراردادی به استقلال تهران پیوست